# Adão e Ivo
A frase Adão e Ivo é uma variação humorística da história bíblica Adão e Eva. Ela surgiu do slogan conservador cristão "Deus fez Adão e Eva, não Adão e Ivo". A frase substitui Eva por Ivo, criando uma situação inusitada e cômica. A expressão foi criada para resumir os argumentos bíblicos judaico-cristãos contra práticas homossexuais ou a homossexualidade, sendo frequentemente usada como um trocadilho ou piada em português.
A frase apareceu como sinal de protesto a partir da década de 1970, com a frase em inglês "Adam and Steve". Há registro desde dezembro de 1970, mencionada no jornal Christianity Today, que citava grafites.
A expressão é também uma forma de paródia da história de Adão e Eva, que remonta à criação do homem e da mulher de acordo com a tradição abraâmica, usada também para criar humor, geralmente fazendo referência a situações inusitadas ou irreverentes. Além disso, é importante destacar que o uso da expressão "Adão e Ivo" pode variar de cultura para cultura e pode ter diferentes significados ou conotações em diferentes contextos. Ela é frequentemente utilizada em piadas ou comédias que exploram temas relacionados a gênero, sexualidade e identidade de maneira humorística ou satírica, algumas vezes utilizada para zombar ou desprezar o fundamentalismo cristão, outras vezes de forma moralista para reafirmar os valores da família e o natalismo.
Canções, filmes e artes relacionadas ao contexto de "Adão e Ivo" também foram feitas, de forma a reapropriar a expressão, como na canção "Adam & Steve" de Dorian Electra, cancionista de gênero fluido que alegou que "queria fazer isso de uma maneira divertida e sexy, porque é muito homoerótico, é uma espécie de narrativa de fanfiction bíblica sobre Adam e Steve".
Mara Maravilha já usou a frase para criticar a suposta "ideologia de gênero" da novela A Força do Querer.